# Henry County (Missouri)
Das Henry County ist ein County im US-amerikanischen Bundesstaat Missouri. Im Jahr 2020 hatte das County 21.946 Einwohner und eine Bevölkerungsdichte von 12,1 Einwohnern pro Quadratkilometer. Der Verwaltungssitz (County Seat) ist Clinton, das nach dem New Yorker Gouverneur DeWitt Clinton benannt wurde.

## Geografie
Das County liegt im Westen von Missouri in den nordwestlichen Ozarks und ist etwa 50 km von Kansas entfernt. Es hat eine Fläche von 1897 Quadratkilometern, wovon 78 Quadratkilometer Wasserfläche sind. Das County wird vom Osage River durchflossen, der hier zum Harry S. Truman Reservoir aufgestaut wurde. An das Henry County grenzen folgende Nachbarcountys:
| Cass County  | Johnson County   | Pettis County |
| Bates County |                  | Benton County |
|              | St. Clair County |               |

## Geschichte
Das Henry County wurde 1834 als Rives County gebildet, benannt nach William Cabell Rives, einem US-Senator aus Virginia. Nach dessen Wechsel zur Whig Partei verlor er seine Popularität und das County wurde umbenannt in Henry County, benannt wurde es nach Patrick Henry, einem US-amerikanischen Patrioten aus Virginia.

## Demografische Daten
Nach der Volkszählung im Jahr 2010 lebten im Henry County 22272 Menschen in 9459 Haushalten. Die Bevölkerungsdichte betrug 12,2 Einwohner pro Quadratkilometer. In den 9459 Haushalten lebten statistisch je 2,34 Personen.
Ethnisch betrachtet setzte sich die Bevölkerung zusammen aus 96,3 Prozent Weißen, 1,3 Prozent Afroamerikanern, 0,5 Prozent amerikanischen Ureinwohnern, 0,3 Prozent Asiaten sowie aus anderen ethnischen Gruppen; 1,5 Prozent stammten von zwei oder mehr Ethnien ab. Unabhängig von der ethnischen Zugehörigkeit waren 1,9 Prozent der Bevölkerung spanischer oder lateinamerikanischer Abstammung.
22,1 Prozent der Bevölkerung waren unter 18 Jahre alt, 58,2 Prozent waren zwischen 18 und 64 und 19,7 Prozent waren 65 Jahre oder älter. 51,1 Prozent der Bevölkerung war weiblich.

Das jährliche Durchschnittseinkommen eines Haushalts lag bei 35.706 USD. Das Pro-Kopf-Einkommen betrug 20.304 USD. 16,4 Prozent der Einwohner lebten unterhalb der Armutsgrenze.

## Ortschaften im Henry County
Citys
| - Blairstown - Brownington - Calhoun - Clinton | - Deepwater - Montrose - Urich - Windsor1 |

Villages
- Hartwell
- La Due
- Tightwad

Unincorporated Communities
| - Alberta - Bowen - Coal - Delmar - Finey - Gaines | - Garland - Germantown - Harvey - Hortense - Huntingdale - Leesville | - Lewis - Livingston - Lucas - Maurine - Mount Zion - New Piper | - Norris - Petersburg - Piper - Quarles - Roseland - Shawnee Mound |

1 – teilweise im Pettis County

## Gliederung
Das Henry County ist in 19 Townships eingeteilt:
| Township              | Einwohner (2010) | FIPS     |
| --------------------- | ---------------- | -------- |
| Bear Creek Township   | 183              | 29-03736 |
| Bethlehem Township    | 731              | 29-05140 |
| Big Creek Township    | 272              | 29-05392 |
| Bogard Township       | 663              | 29-06850 |
| Clinton Township      | 8595             | 29-15004 |
| Davis Township        | 241              | 29-18388 |
| Deepwater Township    | 573              | 29-18748 |
| Deer Creek Township   | 406              | 29-18784 |
| Fairview Township     | 828              | 29-23482 |
| Fields Creek Township | 1654             | 29-24148 |

| Township             | Einwohner (2010) | FIPS     |
| -------------------- | ---------------- | -------- |
| Honey Creek Township | 216              | 29-32860 |
| Leesville Township   | 1079             | 29-41384 |
| Osage Township       | 779              | 29-55136 |
| Shawnee Township     | 471              | 29-67088 |
| Springfield Township | 297              | 29-70018 |
| Tebo Township        | 844              | 29-72592 |
| Walker Township      | 209              | 29-76624 |
| White Oak Township   | 758              | 29-79504 |
| Windsor Township     | 3473             | 29-80368 |
|                      |                  |          |